# Luigi Lo Cascio

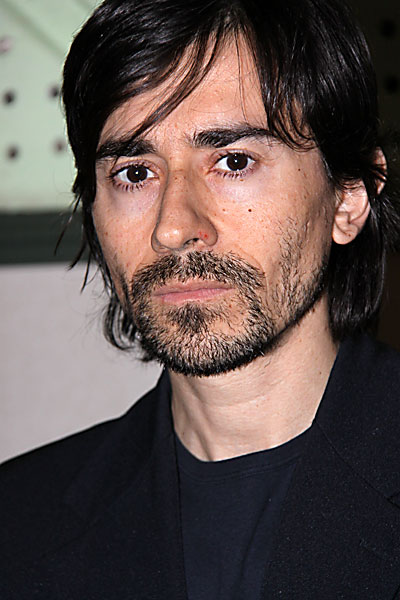
Luigi Lo Cascio

Luigi Lo Cascio (Palermo, 20 oktober 1967) is een Italiaans acteur. Hij is sinds 2006 getrouwd met Desideria Rayner.
Luigi Lo Cascio is bekend geworden door de interpretatie van Peppino Impastato in I cento passi in 2001. Hij won de David di Donatello voor beste acteur. Zijn volgende film Luce dei miei occhi levert hem ook de prijs voor beste acteur. Zijn internationaal succes komt door de film La meglio gioventù.

## Filmografie
- I nostri ragazzi (2014), verfilming van het boek Het diner van Herman Koch.
- Il capitale umano (2013)
- Marina (2013)
- Sanguepazzo (2008)
- Il dolce e l'amaro (2007)
- Mare nero (2006)
- La bestia nel cuore (2005)
- La vita che vorrei (2004)
- Occhi di cristallo (2004)
- Mio cognato (2003)
- Buongiorno, notte (2003)
- La meglio gioventù (2003)
- Il più bel giorno della mia vita (2002)
- Luce dei miei occhi (2001)
- I cento passi (2000)

## Prijzen
- 2001 - David di Donatello
  - Beste acteur (I cento passi)
- 2001 - Pasinetti Award & Volpi Cup
  - Beste acteur (Luce dei miei occhi)
- 2004 - Silver Ribbon
  - Beste acteur (La meglio gioventù)